# Entrelacs
Entrelacs [ɑ̃tʁəlak] ist eine französische Gemeinde mit 6.465 Einwohnern (Stand: 1. Januar 2022) im Département Savoie in der Region Auvergne-Rhône-Alpes. Sie gehört zum Arrondissement Chambéry und zum Kanton Aix-les-Bains-1.
Die Gemeinde erhielt 2022 die Auszeichnung „Zwei Blumen“, die vom Conseil national des villes et villages fleuris (CNVVF) im Rahmen des jährlichen Wettbewerbs der blumengeschmückten Städte und Dörfer verliehen wird.

## Geographische Lage
Entrelacs liegt rund 22 Kilometer nördlich von Albertville am  Lac du Bourget am nördlichen Rand des Départements an der Grenze zum benachbarten Département Haute-Savoie.
Umgeben wird Entrelacs von den 15 Nachbargemeinden:
| Chindrieux Ruffieux             | Moye (Haute-Savoie) Massingy (Haute-Savoie) Bloye (Haute-Savoie) | Saint-Félix (Haute-Savoie)     |
| Saint-Pierre-de-Curtille Conjux | Kompassrose, die auf Nachbargemeinden zeigt                      | Chainaz-les-Frasses Saint-Ours |
| Brison-Saint-Innocent           | Grésy-sur-Aix La Biolle                                          | Saint-Offenge Montcel          |

Durch die Gemeinde führt die Autoroute A41.

## Geschichte
Zum 1. Januar 2016 wurde Entrelacs als Commune nouvelle aus den bis dahin eigenständigen Kommunen Albens, Cessens, Épersy, Mognard, Saint-Germain-la-Chambotte und Saint-Girod gebildet.

## Gliederung
| Ortsteil                     | ehemaliger INSEE-Code | Fläche (km²) | Einwohnerzahl (2022) |
| ---------------------------- | --------------------- | ------------ | -------------------- |
| Albens (Verwaltungssitz)     | 73010                 | 15,30        | 4.006                |
| Cessens                      | 73062                 | 13,29        | .0473                |
| Épersy                       | 73108                 | 03,22        | .0412                |
| Mognard                      | 73158                 | 04,10        | .0423                |
| Saint-Germain-la-Chambotte00 | 73238                 | 09,64        | .0515                |
| Saint-Girod                  | 73239                 | 06,35        | .0636                |

## Sehenswürdigkeiten

### Albens
- Pfarrkirche Saint-Alban aus dem Jahre 1867
- Kapelle Notre-Dame de Tout Pouvoir in Ansigny aus dem 16. Jahrhundert
- Kapelle Sacré-Cœur in Dressy aus dem Jahre 1882
- Wehrhaus von Orly

### Cessens
- Kirche Saint-Laurent aus dem Jahre 1749
- Burgen Cessens-Vieux und Cessens-Neuf

### Épersy
- Kirche Saint-Maurice aus dem 19. Jahrhundert

### Mognard
- Kirche Saint-Pierre aus dem späten 19. Jahrhundert

### Saint-Girod
- Kirche Saint-Géraud-d’Aquitaine aus dem 19. Jahrhundert

## Persönlichkeiten
- Joseph-François Michaud (1767–1839), Politiker, Journalist

## Gemeindepartnerschaft
Albens unterhielt eine Partnerschaft mit der italienischen Gemeinde Ceneselli in der Provinz Rovigo in Venetien.